# Zadní Lodrantka
Zadní Lodrantka je pravostranný přítok řeky Loučné v okrese Pardubice v Pardubickém kraji. Délka toku činí 15,0 km. Plocha povodí měří 38,4 km².

## Průběh toku
Zadní Lodrantka pramení severně od Ostřetína v nadmořské výšce okolo 300 m. Po celé své délce teče převážně západním směrem. Protéká výše zmíněnou obcí, na dolním toku teče při jižním okraji vsi Kladina. Vlévá se zprava do Loučné na jejím 2,7 říčním kilometru u Sezemic v nadmořské výšce 220 m.

### Větší přítoky
- Milenka (hčp 1-03-02-0832) – levostranný přítok s plochou povodí 6,3 km².[2]
- Roveňská svodnice (hčp 1-03-02-084) – pravostranný přítok s plochou povodí 4,1 km².[2]

## Vodní režim
Průměrný průtok u ústí činí 0,14 m³/s. Stoletá voda zde dosahuje 18,0 m³/s.

## Zajímavosti

### Velký sezemický akvadukt
Zhruba 300 m od ústí Zadní Lodrantky překlenuje její koryto Velký sezemický akvadukt z roku 1892, který převádí vodu Mlýnského náhonu vedeného z řeky Loučné.